# Giovanni Maria delle Piane

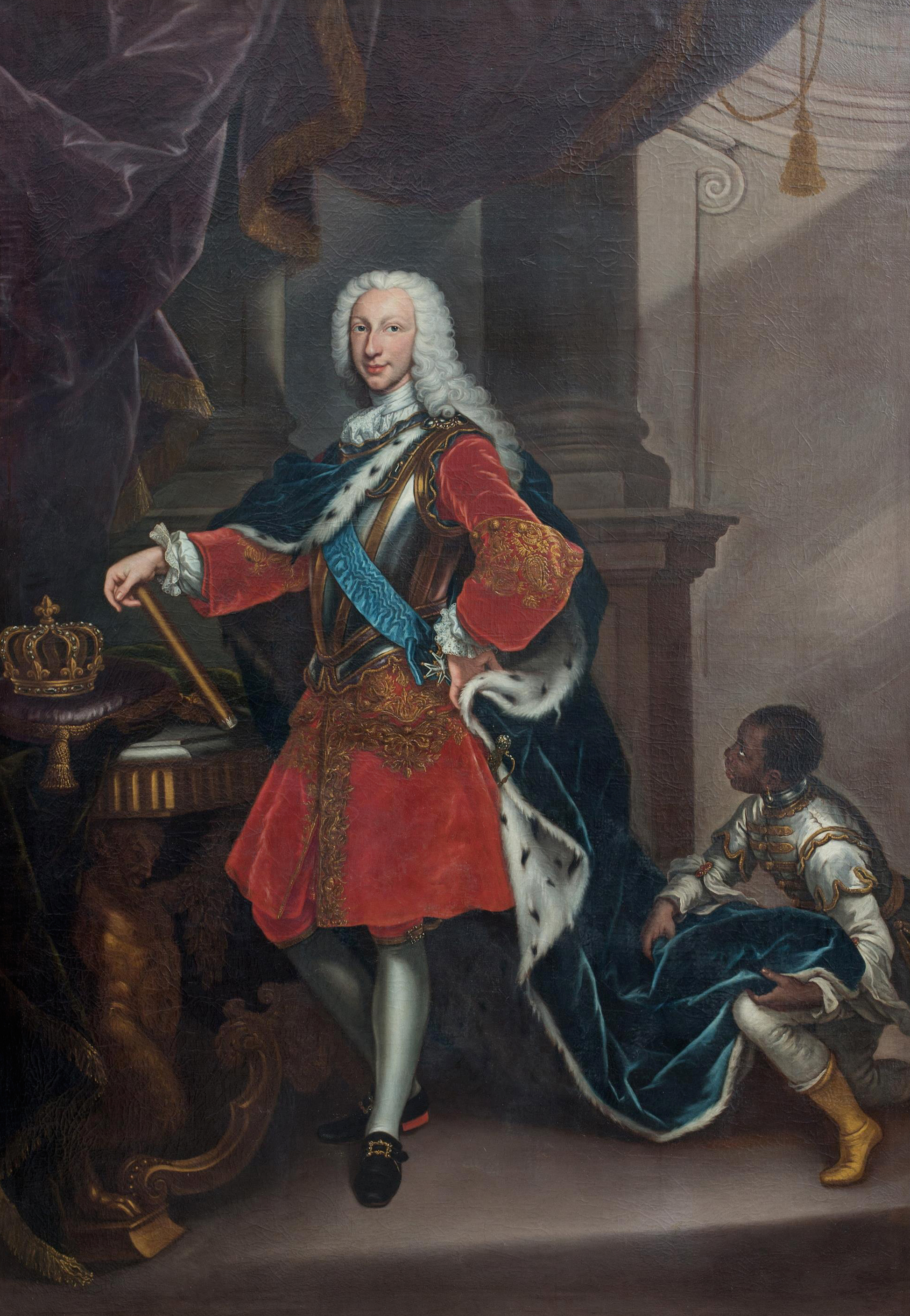
Retrato de Carlos III (como rey de las Dos Sicilias, Carlos VII), 1737, óleo sobre lienzo, 260 x 182 cm, Museo de Pontevedra (en depósito del Museo del Prado).

Giovanni Maria delle Piane, llamado el Molinaretto o Mulinaretto, (Génova, 1660-Monticelli d'Ongina, 1745) fue un pintor tardobarroco italiano. Especializado en la pintura de retratos, fue primer pintor de las cortes de los Farnesio, duques de Parma, y de Carlos de Borbón, rey de las Dos Sicilias y futuro Carlos III de España.

## Biografía
Natural de Génova, nieto de un molinero de donde le viene el apodo, con diez años fue colocado por su padre en el taller de Giovanni Battista Merano. Seis años después, deseando proseguir su formación en Roma, se colocó con Giovanni Battista Gaulli que lo trató como a un hijo. Allí permaneció entre 1676 y 1684, cuando retornó a su ciudad natal, donde no tardó en convertirse en el retratista preferido de la aristocracia, halagados sus modelos por el parecido de sus retratos pero también por los «drappi maestosi, ed eleganti» con que, al decir de Giuseppe Ratti, los vestía. En 1695 fue nombrado pintor oficial de la familia Farnesio por lo que viajó a Parma y Piacenza. En Milán retrató en 1708 a  Isabel Cristina de Brunswick-Wolfenbüttel que iba camino de Barcelona para contraer matrimonio con el archiduque Carlos, pretendiente a la corona española. En la corte de los Farnesio, a donde volvió en 1706 y 1709 como pintor de corte, conoció a Isabel de Farnesio, a la que llegó a dar clases de dibujo y retrató en varias ocasiones, aunque en 1719 se excusó de acompañarla a España tras su matrimonio con el rey Felipe V, alegando sus muchos años.
Cuando el futuro Carlos III de España, primogénito de Isabel de Farnesio, llegó a Italia tras ser proclamado duque de Parma, se hizo retratar también por Molinaretto en cuadros que periódicamente envió a Madrid. Un primer retrato del infante don Carlos al poco de llegar a Parma en 1731, pintado para que su madre apreciase cuánto había crecido desde su llegada y cómo había sanado de las viruelas benignas, se conserva en el Palacio de la Granja. Más adelante, en 1737, una vez entronizado rey de las Dos Sicilias, Molinaretto fue llamado a Nápoles para que retratase de nuevo al monarca, descontento con los retratos que le había hecho Francesco Solimena. Inmediatamente hizo un retrato de medio cuerpo, propiedad del Museo del Prado, del que el propio rey decía «que se me parece infinitamente». El compromiso matrimonial con María Amalia de Sajonia justificó un nuevo encargo ahora de cuerpo entero (Museo de Pontevedra, depósito del Museo del Prado). El joven monarca, con todos los atributos propios de la realeza, viste manto de armiño recogido por un muchacho negro. La compañía, además de formar parte del aparato representativo de la majestad, podría responder a la moda, y el propio Molinaretto había pintado ya un retrato ecuestre de Dorotea Sofía de Neoburgo, duquesa de Parma, acompañada por un joven negro con un quitasol (Patrimonio Nacional); pero también cabe recordar que el monarca creció al lado de alguno de estos servidores de color, por los que pudo llegar a sentir cierto afecto, como el arquitecto Antonio Carlos de Borbón o el pintor José Carlos de Borbón que lo acompañó a Madrid.
En 1741 abandonó Nápoles para retornar a su patria y poco después se retiró, casi ciego, a Monticelli d'Ongina, cerca de Piacenza, donde residía su hijo Giuseppe Maria, canónigo en la colegiata de San Lorenzo, y allí murió el 28 de junio de 1745.